# Glypta maculata
Glypta maculata är en stekelart som beskrevs av Dasch 1988. Glypta maculata ingår i släktet Glypta och familjen brokparasitsteklar. Inga underarter finns listade i Catalogue of Life.